# Gregor Hilden

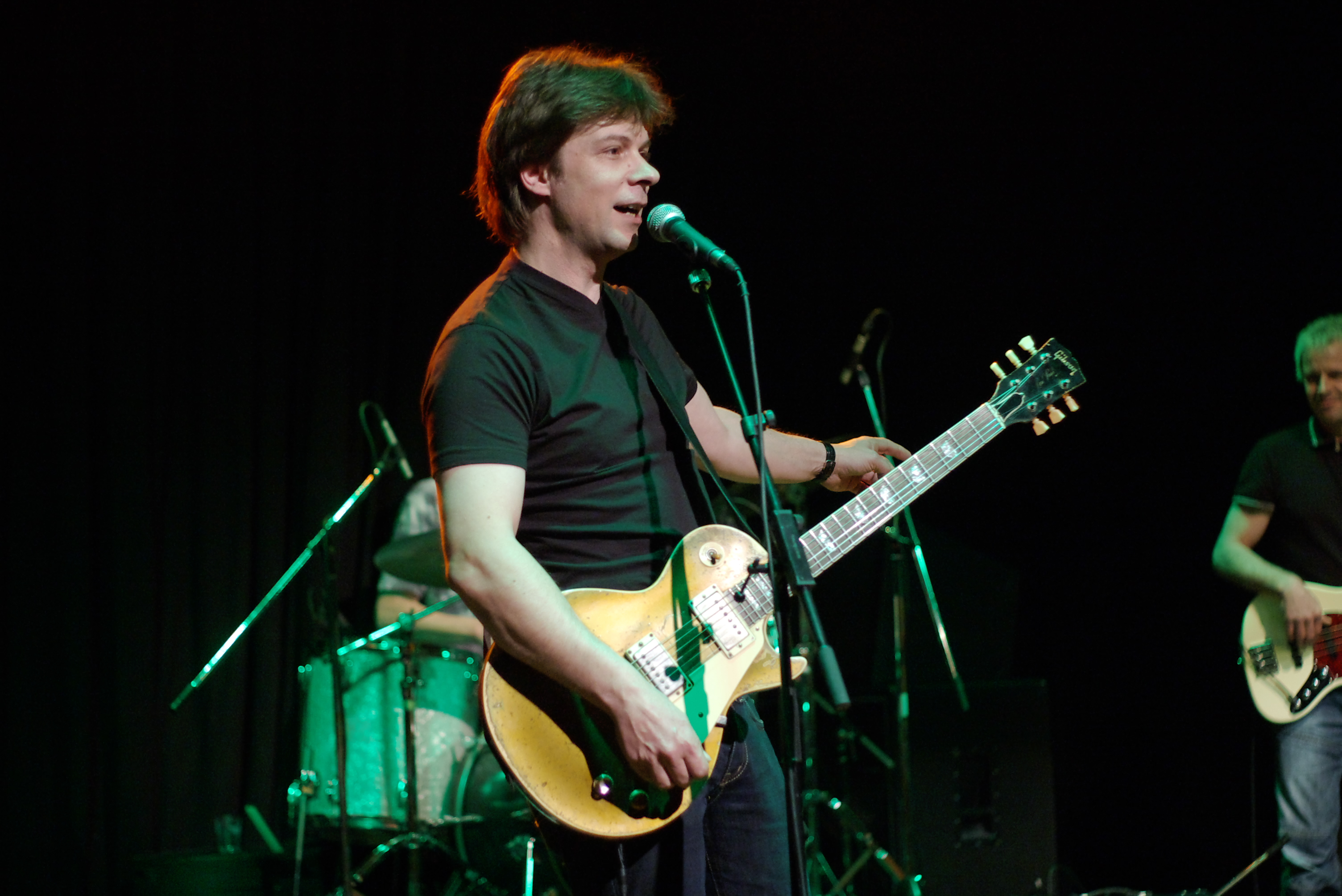
Gregor Hilden

Gregor Hilden (* 4. Dezember 1963) ist ein deutscher Bluesmusiker (Gitarre).
Hilden arbeitete mehr als zehn Jahre in der Redaktion der Zeitschrift Akustik Gitarre, was er 2005 zu Gunsten der wachsenden Nachfrage nach seinen Auftritten als Gitarrist aufgab. Seit 1994 spielte er diverse Alben mit eigenen Formationen ein. Er ist zudem auf Alben von Jim Kahr, Ron Williams, Thomas Hufschmidt, Sascha Klaar und anderen Musikern zu hören. Daneben begann er mit einem Gitarrenhandel.

## Veröffentlichungen

### Unter eigenem Namen
- Guitar Deluxe (1994, Jaguar/Warner Bros.)
- Compared to What (1996, Acoustic Music Rec./Zomba, m. Hans D. Riesop, Voc.)
- Westcoast Blues (Acoustic Music Rec./Rough Trade)
- I’ll Play the Blues for You (2000, Acoustic Music Rec./Zomba, feat. J. Rodgers!)
- Sweet Rain (2001, Acoustic Music Rec./Zomba)
- Soul Serenade – Gregor Hilden Band & Johnny Rogers (2001, Acoustic Music Rec./Zomba)
- Blue Hour – Gregor Hilden Band feat. Johnny Rogers & Stevie Woods (2004, Acoustic Music Rec./Zomba)
- Golden Voice Blues (2006, Acoustic Music/Rough Trade)[1]
- Blue in Red (2008, Acoustic Music/Rough Trade)
- The Vineyard Sessions – Gregor Hilden, Richie Arndt, Timo Gross (2009, Fuega)
- Soulful Stew – Harriet Lewis & Gregor Hilden Band (2010, Acoustic Music/Rough Trade)
- In Phase (2015, Acoustic Music/Rough Trade)[2]
- Moments – Unplugged – Gregor Hilden & Richie Arndt (2017, Fuego)
- First Take – Gregor Hilden Organ Trio (2018, Acoustic Music GmbH)
- Moments 'Electric' – Gregor Hilden & Richie Arndt (2020, Fuego)
- Vintage Wax – Gregor Hilden Organ Trio (2021, Acoustic Music GmbH)

### Als Mitwirkender
- Schallplatte für Musikbuch Spielpläne (1986, 1 Track)
- Having Said All That – Henning Otte
- United – UBC (1997)
- Live – Gregor Hilden & Working Bluesband (Live in St. Wendel)
- JFK The Rockopera (1995, CD und Video)
- Zerremonia (1994, Musik Produktiv)
- Deacon’s Hop – Big Jay McNeely (1999, OOS/INAK)
- Route 66 – Kiss My Blues (2001)
- Rock’n’Roll – The Session (2001, 1 Track)
- Right Feeling – Wrong Woman – Peter Driessen (2001)
- A Heartbeat Away – Tommy Schneller Band (2004, In-Akustik, 1 Track)
- Trying Times – Della Miles (2005, auf dem Sampler Brothers Keepers, Sony/BMG)
- Gotta Do The Right Thing – Ron Williams & The Bluesnight Band (2005, Acoustic Music / Zomba)
- Mud Cakes – Travis Haddix (2005, Wann-Sonn)
- Back in Mannheim live – Jim Kahr (2007, 1 Track)
- Rorymania – Richie Arndt & The Bluenatics (2007)
- Club Takes – Thomas Hufschmidt Band, feat. Harriet Lewis, Stevie Woods, Rosani Reis, Gregor Hilden u. a. (2007)
- Solitude – Ines Cagle (2007, 3 Tracks)
- A Sharper Twang – Peter Driessen (2007, 3 Titel)
- Sascha Klaar Show (DVD) (2008)
- An Ocean Of Dreams – Mindmovie (2008, 3 Tracks)
- Live in Kaarst – Sascha Klaar (2009)
- Liebe & Desaster –  Roger Trash (2009, 1 Track)
- 20 Jahre – Das Jubiläumskonzert (DVD) – Sascha Klaar (2010)
- The Blue Side Of – Richie Arndt & The Bluenatics (2010, 1 Track)
- Live Im Apollo, XXL Konzert (DVD) – Sascha Klaar (2012)
- Fifty Fifty – Farmers Road Blues Band (2012, 1 Track)
- At The End Of The Day – Richie Arndt (2014)
- Go Music 3 – Martin Engelien (2014, 2 Tracks)
- Jazz in der Fabrik, Vol. 2 – Jan Bierther Trio (2016)
- Live in Osnabrück, Germany – Jim Kahr & Friends (2017)
- Sascha Klaar Collection – Sascha Klaar (2017)

### DVDs
- Live At The Luna Bar – Gregor Hilden Band feat. Wilson B. (voc.), Harriet Lewis (voc.), Johnny Rogers (voc.), Keith Dunn (harp), Christian Kappe (trumpet), Thomas Feldmann (harp, sax) (2007, Acoustic Music GmbH)
- B & W Bluesfestival – Gregor Hilden Band feat. Harriet Lewis (Gerry Weber Stadion, Halle/Westf. 2005)
- B & W Bluesfestival – Gregor Hilden Band feat. J. Rogers (Gerry Weber Stadion, Halle/Westf. 2003)